# Орхон (аймак)
Орхо́н (ранее Орхо́нский айма́к; монг. Орхон аймаг?, ᠣᠷᠬᠤᠨ ᠠᠶᠢᠮᠠᠭ?) — один из аймаков (областей) Монголии. Образован из города Эрдэнэт и одного пригородного сомона, аймак является территориально наименьшим среди аймаков Монголии, он же имеет наивысшую плотность населения (после столицы Улан-Батора, которая не является аймаком, а имеет особый статус).
Решением Правительства Монголии мэром города Эрдэнэта и губернатором Орхона является один человек — Шархуу. Территория Орхона разделяется на городской сомон Баян-Ундер (г. Эрдэнэт) и сельский сомон Жаргалант.
С 2001 года Орхон является побратимом города Усолье-Сибирское (Иркутская область, Россия), а город Эрдэнэт — побратим Улан-Удэ (Бурятия, Россия).

## Административное деление
| № | Сомон       | Оригинальное название | Площадь, км² | Население, чел. (2004) | Население, чел. (2006) | Население, чел. (2008) | Население, чел. (2009) | Плотность, чел./км² |
| - | ----------- | --------------------- | ------------ | ---------------------- | ---------------------- | ---------------------- | ---------------------- | ------------------- |
| 1 | Баян-Ундер* | Баян-Өндөр            | 208,0        | 80 858                 | 83 160                 | 86 866                 | 88 046                 | 423,30              |
| 2 | Жаргалант   | Жаргалант             | 635,6        | 2 733                  | 3 125                  | 3 009                  | 3 166                  | 4,98                |

* - включая адм. центр аймака Орхон г. Эрдэнэт.